# Robert Hass
Robert L. Hass (San Francisco, 1º marzo 1941) è un poeta e traduttore statunitense.

## Biografia
Dopo aver conseguito la laurea magistrale e il dottorato di ricerca all'Università Stanford, Robert Hass ha insegnato lettatura inglese e scrittura all'Università di Buffalo e all'Università della California - Berkeley.
Tra il 1973 e il 2020 ha pubblicato sette raccolte di poesie, accolte molto positivamente dalla critica. Nel 2008 la sua opera Time and Materials gli è valso il National Book Award e il Premio Pulitzer per la poesia. Nel 1995 è stato il poeta laureato degli Stati Uniti. All'attività poetica e accademica, Robert Hass ha affiancato anche quella di traduttore, traducendo in inglese numerose opere di Czesław Miłosz.
È sposato con Brenda Hillman.

## Opere (parziale)
- Field Guide, 1973, ISBN 0-300-01650-6
- Praise, 1981, ISBN 978-0-85635-356-7
- Human Wishes,1989, ISBN 0-88001-211-0
- Sun Under Wood, 1996, ISBN 0-88001-468-7
- Time and Materials: Poems 1997–2005, 2007, ISBN 0-06-134960-7
- The Apple Trees at Olema: New and Selected Poems, ISBN 978-1-85224-897-0
- Summer Snow: New Poems, 2020, ISBN 978-0062950024